# 장한몽 (1969년 영화)
장한몽은 1969년 공개된 대한민국의 영화이다.

## 배역
- 신성일
- 윤정희
- 남궁원
- 한은진
- 김동원
- 도금봉
- 사미자